# Mahjong simplifié
 (juillet 2025).
La mise en forme du texte ne suit pas les recommandations de Wikipédia : il faut le « wikifier ».
Les points d'amélioration suivants sont les cas les plus fréquents. Le détail des points à revoir est peut-être précisé sur la page de discussion.
- Les titres sont pré-formatés par le logiciel. Ils ne sont ni en capitales, ni en gras.
- Le texte ne doit pas être écrit en capitales (les noms de famille non plus), ni en gras, ni en italique, ni en « petit »…
- Le gras n'est utilisé que pour surligner le titre de l'article dans l'introduction, une seule fois.
- L'italique est rarement utilisé : mots en langue étrangère, titres d'œuvres, noms de bateaux, etc.
- Les citations ne sont pas en italique mais en corps de texte normal. Elles sont entourées par des guillemets français : « et ».
- Les listes à puces sont à éviter, des paragraphes rédigés étant largement préférés. Les tableaux sont à réserver à la présentation de données structurées (résultats, etc.).
- Les appels de note de bas de page (petits chiffres en exposant, introduits par l'outil «  Source ») sont à placer entre la fin de phrase et le point final[comme ça].
- Les liens internes (vers d'autres articles de Wikipédia) sont à choisir avec parcimonie. Créez des liens vers des articles approfondissant le sujet. Les termes génériques sans rapport avec le sujet sont à éviter, ainsi que les répétitions de liens vers un même terme.
- Les liens externes sont à placer uniquement dans une section « Liens externes », à la fin de l'article. Ces liens sont à choisir avec parcimonie suivant les règles définies. Si un lien sert de source à l'article, son insertion dans le texte est à faire par les notes de bas de page.
- La présentation des références doit suivre les conventions bibliographiques. Il est recommandé d'utiliser les modèles {{Ouvrage}}, {{Chapitre}}, {{Article}}, {{Lien web}} et/ou {{Bibliographie}}. Le mode d'édition visuel peut mettre en forme automatiquement les références.
- Insérer une infobox (cadre d'informations à droite) n'est pas obligatoire pour parachever la mise en page.

Pour une aide détaillée, merci de consulter Aide:Wikification.
Si vous pensez que ces points ont été résolus, vous pouvez retirer ce bandeau et améliorer la mise en forme d'un autre article.
 (février 2021).
Si vous disposez d'ouvrages ou d'articles de référence ou si vous connaissez des sites web de qualité traitant du thème abordé ici, merci de compléter l'article en donnant les références utiles à sa vérifiabilité et en les liant à la section « Notes et références ».
Le mahjong simplifié est un jeu très proche du mahjong joué à 2 à 4 joueurs, il reprend les règles de base de celui-ci.

## Équipement

Mahjong simplifié à 56 tuiles

Le mahjong simplifié se joue traditionnellement avec des pions de xiangqi, mais leurs symboles peuvent être remplacés par nombres de 1 à 7. Le nombre de pièces de chaque rang est généralement celui du xiangqi (32 pièces au total) ou le double (64 pièces), mais il existe aussi des versions avec 4 pièces de chaque rang (56 pièces).
Les pions de xiangqi peuvent aussi être remplacés par des tuiles, similaires à celles du mahjong.
| N° | Image | Nombre | Nom        |
| -- | ----- | ------ | ---------- |
| 1  |       | 1      | Général    |
| 2  |       | 2      | Conseiller |
| 3  |       | 2      | Éléphant   |
| 4  |       | 2      | Cavalier   |
| 5  |       | 2      | Char       |
| 6  |       | 2      | Canon      |
| 7  |       | 5      | Soldat     |

### Combinaisons
Une paire est formée de deux pions de même rang et de même couleur. Il est impossible de former une paire de généraux dans un jeu à 32 pièces (car il n'y a alors qu'un seul général de chaque couleur).
Un brelan est formé de trois pions de même rang et de même couleur. Pour les jeux à 32 pièces, le seul brelan possible est celui de soldats (il est impossible de former un brelan de généraux dans un jeu à 32 ou 64 pièces).
Une tierce (ou suite) est formée de 3 pions de même couleur, formant l'une des deux séquences : général-garde-ministre, ou chariot-cheval-canon. Une tierce ne peut pas contenir de soldats.
Un joueur peut déclarer mahjong (victoire) une fois que sa main est composée uniquement de combinaisons ci-dessus. Le nombre de points gagnés est déterminé par les types de combinaisons, ainsi que par d'autres évènements comme la pioche. Le nombre de points par situation n'est pas standardisé, chaque groupe ou site fixe ses règles et modalités de score.

## Préparation du jeu
Un des joueurs mélange les pions et forme un mur constitué de 8 piles de 4 pions (face cachée).
En commençant par le joueur à gauche de celui qui a mélangé et dans le sens horaire, chaque joueur pioche un pion de la première colonne à droite du mur, celui dont la valeur du pion pioché est la plus proche du général (en fonction de l'ordre suivant : général > garde > ministre > chariot > cheval > canon > soldat) est désigné comme donneur (le donneur est la personne qui distribue les pions) pour la première manche.

## Déroulement d'une manche
Une manche se termine quand un joueur a fait mah-jong ou quand il n’y a plus de pions au centre (dans ce cas la manche ne doit pas être rejouée).
Il y a deux manières de faire mah-jong, soit le dernier pion nécessaire est pioché ("mah-jong dans le mur"), soit il est récupéré de la défausse d'un autre joueur.

## Score
À la fin d'une manche, chaque joueur perdant donne 1 point au joueur gagnant. Le nombre de points transféré est modifié dans plusieurs situations :
- Si le vainqueur a fait mah-jong "dans le mur", le nombre de points transféré est doublé;
- Si le vainqueur a fait mah-jong via la défausse, le nombre de points transféré par le joueur défausseur est doublé;
- Le joueur désigné comme donneur double le nombre de points qu'il gagne ou perd par rapport aux autres joueurs.

Comme les points ne sont que transférés, le nombre total de points reste le même au fil d'une partie.